# Prielom
Der Prielom (deutsch Kerbchen, ungarisch Rovátka, polnisch Rohatka) ist eine 2290 m n.m. hohe Scharte auf der slowakischen Seite der Hohen Tatra. Sie überquert den Hauptkamm der Hohen Tatra zwischen den Bergen Východná Vysoká im Süden und Divá veža im Norden und verbindet die Täler Litvorová dolina im Talsystem Bielovodská dolina im Westen und Veľká Studená dolina im Osten.
Den Namen erhielt die Scharte vom Aussehen als „Bresche“ oder „Durchbruch“ (slowakisch prielom), als ob sich der Hauptkamm an dieser Stelle „bricht“. Eine ähnliche Bedeutung haben das deutsche Kerbchen und das ungarische Rovátka. 
1912 errichtete die Kesmarker Sektion des Ungarischen Karpathenvereins einen Wanderweg zur Scharte. Der Anschluss von der anderen Seite im Tal Bielovodská dolina wurde zuerst nicht verwirklicht, weil einerseits der deutsche Fürst Christian Kraft zu Hohenlohe-Öhringen keinen Fremdenverkehr in seinen Jagdrevieren zulassen wollte und andererseits der Aufstieg von dort als schwieriger galt. Erst in den 1930er Jahren, als dieses Tal Besitz des tschechoslowakischen Staates wurde, legte der Klub Tschechoslowakischer Touristen einen Wanderweg an und sicherte die steilsten Stellen mit Ketten. Heute verläuft ein blau markierter Wanderweg von Lysá Poľana nahe Tatranská Javorina und weiter über die Scharte ins Tal Veľká Studená dolina und nach Tatranská Lomnica. Westlich der Scharte trifft er den grün markierten Wanderweg vom Sattel Poľský hrebeň und weiter Tal Velická dolina und Ort Tatranská Polianka.